# 科林斯維爾 (密西西比州)
科林斯維爾（英語：Collinsville）是位於美國密西西比州勞德代爾縣的普查規定居民點。

## 人口
根據2020年美國人口普查的數據，科林斯維爾的面積為36.97平方千米，當中陸地面積為36.90平方千米，而水域面積為0.07平方千米。當地共有人口1984人，而人口密度為每平方千米53.67人。